# Plutonium-242

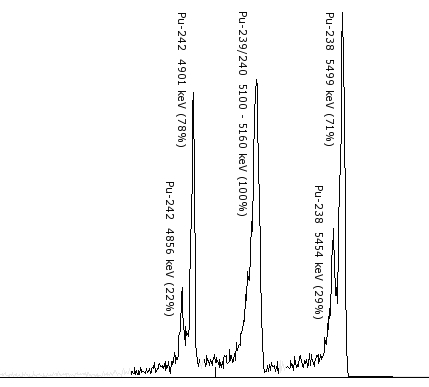
Alfaspektrum Pu242

Plutonium-242 (242Pu) je s poločasem přeměny 3,75×105 let po plutoniu-244 druhým nejstabilnějším izotopem plutonia, přeměňuje se alfa rozpadem na uran-238; 5,5×10−4 % jader tohoto nuklidu podléhá spontánnímu štěpení.
Jelikož má 242Pu asi patnáctkrát delší poločas přeměny než plutonium-239, je rovněž zhruba patnáctkrát méně radioaktivní a nepřispívá výrazně k radioaktivitě jaderného odpadu. Emise záření gama z něj je také slabší než u ostatních izotopů.

## Výskyt v jaderném palivovém cyklu
Plutonium-242 vzniká záchytem neutronů z 239Pu, 240Pu a 241Pu. U 239Pu a 241Pu je pravděpodobnost štěpení při záchytu tepelného neutronu asi 75 % a pravděpodobnost vzniku následujícího izotopu je přibližně 25 %.
Plutonium-242 má poměrně nízký účinný průřez pro záchyt tepelných neutronů avyžaduje čtyři záchyty neutronu k přeměně na další štěpitelný nuklid, curium-245 nebo plutonium-241. U curia-245 může však také dojít k dalšímu záchytu neutronu za vzniku curia-246, z něhož se dají získat těžší aktinoidy (například kalifornium) nebo zpět 242Pu. 242Pu je tedy nevhodné k recyklaci v tepelném reaktoru a je vhodnější pro použití v ryclém reaktoru, kde může být přímo štěpeno. Nizký účinný průřez 242Pu však způsobuje, že se jej během jednoho cyklu reaktoru přemění poměrně malé množství.